# Шефика Гаспринска
Шефика Гаспринска (на кримскотатарски: Şefiqa Gaspıralı, Şefiqa Gasprinskaya), (14 октомври 1886 – 31 август 1975) е кримска татарка, лидер на уникалното за времето си женско мюсюлманско движение „Изпълнителен комитет на мюсюлманките от Крим“ от началото на XX в.
Шефика е дъщеря на Исмаил Гаспрински - интелектуалец, просветител, издател и политик, получил известност сред мюсюлманското население на Руската империя като един от основателите на джадидизма - образователното движение на народите от ислямския Изток, привнесло по-светски характер в началното обучение.
През 1905 г. Шефика става редактор на създаденото от баща ѝ първо женско списание в Крим „Alem-i nisvan“ („Женски свят“), издавано на татарски език.
Между 1 и 11 май 1917 г. тя взема участие в I Общоруски мюсюлмански конгрес в Москва като част от кримската делегация. Избрана е също за делегат в Курултая на кримските татари, който заседава на 9 декември 1917 г., както и за директор на женското педагогическо училище в Симферопол.
След като е ликвидирано националното самоуправление на кримските татари, Шефика Гаспринска напуска Крим и се премества в Баку, където основава педагогическо училище. Там се омъжва за Насиб бег Усубеков, азербайджански публицист и общественик, министър на образованието и вероизповеданията на Азербайджан (1918-1919), министър на финансите (1918), министър на вътрешните работи (1919).
След като е свалено националното правителство на Азербайджан и мъжът ѝ е разстрелян на 31 май 1920 г., Шефика емигрира в Турция. Там работи в сиропиталище. През 1930 г. създава Съюз на кримските жени в Истанбул, занимава се и с проблемите на своите сънародници емигранти и с благотворителност.